# OK 본
오케이 본(O.K Bone, 본명: 박원기, 1983년 9월 30일 ~ )은 대한민국의 래퍼이다. 서울 목동에 거주하며, 멤버 O.D와 같은 힙합 그룹 '구단지 독서실'의 멤버이다. 음악적으론 라임을 중시한 랩 스타일이 특이하다. 그리고 이센스와의 디스전이 있었고, 이센스가 랩 정상으로 갈 수 있는데 든든한 발 받침대가 되어줬다. 현재는 모 중견기업에서 근무 중인 것으로 알려져 있다.

## 약력
1983년 대구에서 태어나 서울에서 유년 교육 과정을 밟으며, 1996년부터 랩 메이킹을 시작하며 힙합에 뛰어들었다. 2000년대부터 본격적인 활동을 시작해 NOMZ 프로젝트, 개놈 프로젝트 등 비정규 음반에 참여했다. 1집 발매 이전에는 힙합플레이야 등의 인터넷 사이트에서 곡을 올리며 활동하였으며, 2005년 라디오 프로그램 Open Mic의 선발자로 출연했고, 이어서 구단지 독서실 1집 앨범을 발매했다. 이후 여러 언더 힙합 앨범에 참여하며, 2008년 구단지 독서실 2집 '라임왕'을 발매했다. 서울시립대학교 경영학부를 졸업하였다.

## 학력
- 서울시립대학교 경영학부 졸업

## 음악적 성향
팀 내에선 대부분의 랩 파트를 담당하며, 라임을 중시한 그만의 랩 스타일로 취향이 크게 갈리고 있다. 앨범내에서 다소 노골적인 소재도 거침없이 다루었고, '비정규직 MC'라 자칭하기도 하였다.

## 앨범

### 개인 & 합작 싱글
- Hardcore Story Telling Vol.1 아버님 죄송해요 (With J2HM)
- Hardcore Story Telling Vol.2 청소년 선도 힙합

### 구단지 독서실
- My Rhyme Arrange Tree (2006.2)

총 16 트랙 - Feat. 술배, 변창호, Real-J, J2HM, Luk2
- Rhyme King (2008.2)

총 14 트랙 - Feat. Fatdoo, Queer Duck, 신진, 서현아, NK, ABC-Row, Real-J, J2HM, Luk2, DJ Tiz, 황은혜, Tell`em

### 참여 앨범
- DS Connexion 1.5집 - 거울
- Fatdoo 2집 - 유서
- Tattoo Nation 1집 - 문신사와 나
- Fatdoo 4집 - 지나친 내 사랑의 잘못

## 같이 보기
- 한국 힙합
- 구단지 독서실 싸이 클럽
- E-Sens와 O.K Bone의 디스 사건